# خوليو أوجارت إي أوجارت
خوليو أوجارت إي أوجارت (بالإسبانية: Julio Ugarte y Ugarte)‏ هو كاتب وفيلسوف وصحفي بيروفي، ولد في 23 يوليو 1890 في ليما في بيرو، وتوفي في 17 أغسطس 1949 في Palmeira das Missões ‏ في البرازيل.